# 탁신 (조선)
탁신(卓愼, 1367년 9월 13일 ~ 1426년 1월 18일)은 고려 말 조선 초의 문신, 정치인이다. 본관은 광주(光州). 자는 자기(子幾)·겸부(謙夫)·계위(係危), 호는 죽정(竹亭)이다. 조선 태종 때 지신사(知申事), 이조참판(吏曹參判) 등을 지내고 예문관 제학(藝文館提學)을 거쳐 세종 때 예조참판, 의정부참찬(議政府參贊)에 올랐다. 시호는 문정(文貞)이다.

## 생애
고려 평장사 탁영(卓英)의 증손으로, 할아버지는 직제학 탁문위(卓文位)이고, 아버지는 고려의 간의대부(諫議大夫) 탁광무(卓光茂)이며, 어머니는 판종부시사 박지연(朴之衍)의 딸이다. 경학(經學)에 밝았고, 무예·음률에도 능하였다.
1389년(고려 창왕 1) 동진사(同進士) 3위로 식년문과에 급제하였으나 부모가 연로하여 고향인 전라도 광주(光州)에 돌아와 감지(甘旨)를 지냈다.
부친이 돌아가자 3년 동안 상복을 입고 상제(喪制)를 마쳤으며, 그의 모친을 봉양함에 정성과 공경을 다하니 한 고을에서 효성을 칭찬하였다. 1398년 효행으로 천거되어 우습유(右拾遺)가 되었다.
용담현령을 거쳐 1404년(태종 4) 사간원좌정언에 임명되었고, 누천(累遷)하여 장령에 승진되었다.
1408년 12월 15일 사헌 집의(司憲執義)로 임명되었다. 태종의 사위 평양군(平壤君) 조대림(趙大臨)이 군사를 발병한 사건에 그의 죄를 청하는 소를 올렸다.
1410년 전농시정(典農寺正)·사성에 임용되었다. 1411년 동부대언(同副代言)에 제수되었다.
1415년 좌대언(左代言)으로서 병비(兵備)에 대한 사의(事宜)를 올렸다.
1416년 지신사(知申事)·경승부윤(敬承府尹) 거쳐 9월 27일 이조참판(吏曹參判)에 제수되었다.
1418년(세종 즉위년) 예조참판·동지경연사(同知經筵事)에 올랐고, 1419년 예문관 제학(藝文館提學)에 제수되었다.
1423년 의정부(議政府) 참찬(參贊)에 올랐다.
1426년 1월 18일 참찬 탁신(卓愼)이 졸하였다. 시호는 문정(文貞)이다.
신(愼)의 자는 자기(子幾)요, 광주(光州) 출신이며, 고려의 간의 대부(諫議大夫)인 탁광무(卓光茂)의 아들이다. 나면서부터 영특하였고, 12세에 향교에 입학하였는데, 동무들이 장난을 치며 희롱하였으나, 신은 꿇어앉아서 거들떠보지도 않았다. 길을 걸어다닐 때에는 반드시 팔짱을 끼고 좌편으로 다녔다. 홍무(洪武) 기사년에 과거에 합격하였으나 부모가 늙었으므로 집에 돌아가서 부모를 봉양하였다. 임술년 10월에 아버지가 병이 들었는데, 그는 옷을 벗지 않고 옆에 모시고 있었다. 그리하여 광무(光茂)는,
“우리 집의 증삼(曾參)이라.”
고 말하였다. 죽음에 이르러 상례를 모두 《문공 가례》대로 하였다. 공정 대왕(恭靖大王)이 왕위에 오르자 숨어 있는 인재를 찾았는데, 조정에서 효행으로 서로 추천하여 뽑아서 우습유(右拾遺)에 임명하였으나, 두어 달 후에 어머니를 모시고 고향에 돌아가기 위하여 벼슬을 사직하였는데, 1년이 넘어서 어머니의 상사를 당하였다. 상기를 마치고 용담 현령(龍潭縣令)에 임명되었다가, 들어와서 좌정언(左正言)이 되었고, 여러 번 옮기어 사헌부 장령이 되었고, 바로 집의(執義)에 승진되었다가, 말한 것이 문제가 되어 장형(杖刑)을 받고 나주(羅州)에 유배되었다. 얼마 후에 전농 정(典農正), 성균관 사성(成均館司成)에 임명되었다가 승정원 동부대언(同副代言)에 발탁되었다. 태종은 일찍 공정 대왕을 맞아들이어 곡연(曲宴)을 베풀었을 때에, 태종이 시를 지었더니 신이 회답하여 올렸다. 태종은 손수 신의 모자에 꽃을 꽂아 주며 이르기를,
“이 사람처럼 충성하고 정직한 사람은 없다.”
하였다. 병신년에 권완(權緩)과 유사눌(柳思訥)이 죄를 지었을 때에, 신은 겸하여 임금의 약(藥)을 맡아보고 있었기 때문에 또한 이 사건에 연좌되었다. 태종은 신이 그 내용을 알지 못하고 있었다 하여 특별히 지신사에 임명하였으나, 법을 맡은 관원들이 그가 〈미리〉 알아 내고 살피지 못하였음을 탄핵하여, 마침내 이 때문에 면직되었다. 태종이 하루는 대언 등에게 이르기를,
“신(愼)이 만일 각 지방의 수재와 한재, 풍년과 흉년, 백성들의 잘 살고 못 사는 실정을 들은 바가 있거든 모두 상세히 보고하게 하라. 내가 민간의 실정을 듣는 일이 드물다.”
하고, 불러서 경승부 윤(敬承府尹)에 임명하였다가 호조 참판으로 옮기고, 예조 참판과 예문관 제학을 거쳐서 신축년에 특진하여 의정부 참찬에 임명하였는데, 이때에 이르러 졸하니, 나이가 60세이다. 사림에서 모두 그를 애석히 여겼다. 부고가 들리니 3일 동안 조회를 정지하고, 시호를 문정(文貞)이라고 내렸다. 문(文)은 학문에 부지런하며 묻기를 좋아한다 함이요, 정(貞)은 청백하게 절조를 지킨다는 뜻이다. 신은 의지가 강하고 바르며, 경학(經學)에 밝고, 음률(音律)과 무예(武藝)까지도 통하지 못하는 것이 없었다. 사람을 가르침에 있어서 반드시 효제충신(孝悌忠信)을 위주로 하였다. 그는 이르기를,
“《소학(小學)》은 곧 학자로서 먼저 공부해야 할 것이라.”
하여, 배우러 오는 사람에게 반드시 이 책을 다 읽힌 다음에 다른 책을 가르쳤다. 평생에 살림을 모을 줄을 몰라 집안에 아무 것도 없었다.

1426년 3월 2일 세종대왕이 예조의 관원에게 명하여, 죽은 참찬 탁신(卓愼)에게 치제(致祭)하였으니, 그 제문에 이를기를,
| “ | 임금을 보좌하던 훌륭한 신하는 정치와 교화에 크게 도움을 주었으며, 슬픔과 기쁨에서 내리는 임금의 은총도 마땅히 살아서나 죽어서나 갖추어 융숭해야 할 것이로다. 생각건대 경(卿)은 강명(剛明)한 자질을 타고난 위에 학문의 연구를 깊이 쌓았도다. 청렴하여 지키는 바가 있었고, 진실하여 허식이 없었도다. 효도하며 공경하는 행실은 일찍부터 이루어졌으며, 충성하며 노력하는 마음은 더욱 철저하였도다. 대간을 여러 번 맡아서 명성을 매우 떨쳤도다. 선왕께서 정치를 맡으셨을 때에는 임금의 명령을 받들기를 진실히 하였고, 내가 왕위를 계승하는 날에는 많은 보좌를 받았었고, 여러 조(曹)에 있을 때에는 사무를 처리하기를 정밀하고 소상히 하였으며, 정부에 참여해서도 정직하며 미덥게 협찬하였도다. 빈객(賓客)인 중요한 위치에 있으면서 겸하여 역사를 편찬하는 사무를 맡았도다. 바야흐로 깊은 기대를 가지며 오래도록 건강할 것을 기대하였더니, 어쩌다가 한번 걸린 병으로 갑자기 딴 세상 사람이 된단 말인가. 온자했던 그의 모습을 생각하니 애통한 마음을 견디기 어렵도다. 곧 예조의 관원에게 명하여 빈소에 나아가서 제사를 지내노라. 아아, 길고 짧은 생명은 기한이 있는지라, 갑자기 가버린 영혼을 슬퍼하며, 살 때나 죽은 뒤나 다름이 없으므로 여기에 애도하는 특전을 베푸노라. | ” |

하였다.
성주의 오계사(梧溪祠)에 배향되었다.

## 가족 관계
- 증조부 : 탁영(卓英) - 평장사
  - 조부 : 탁문위(卓文位) - 직제학
    - 부 : 탁광무(卓光茂)

  - 외조부 : 박지연(朴之衍) - 판종부시사
    - 모 : 박지연(朴之衍)의 딸
    - 장인 : 정인진鄭麟晉)
      - 부인 : 정인진(鄭麟晉)의 딸
        - 아들 : 탁희립(卓希立) - 판서